# Yusa Katsumi
Katsumi Yusa (sinh ngày 2 tháng 8 năm 1988) là một cầu thủ bóng đá người Nhật Bản.

## Sự nghiệp câu lạc bộ
Katsumi Yusa đã từng chơi cho Sanfrecce Hiroshima.